# Tříkolka

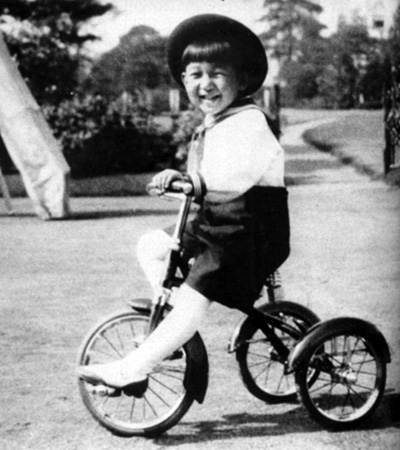
Budoucí japonský císař Akihito v roce 1938 na dětské tříkolce

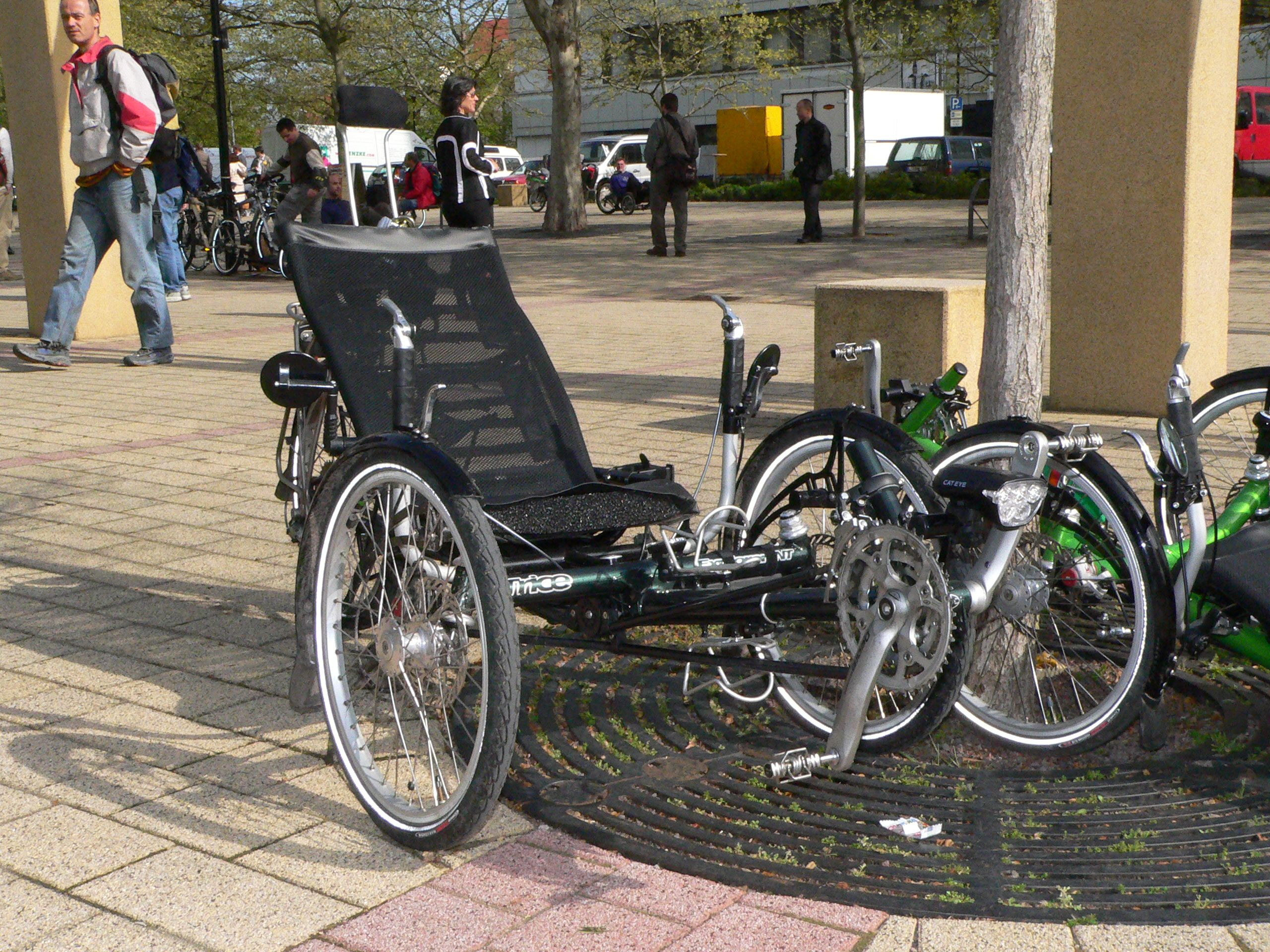
Moderní lehotříkolka — kříženec lehokola a běžné tříkolky

Tříkolka je obecně označení vozidla s třemi koly.
Nejčastějšími zástupci této třídy vozidel jsou jednak malé šlapací tříkolky pro děti zejména předškolního věku, jednak šlapací tříkolky naopak pro starší osoby. V obou případech je výhodou tříkolky proti běžnému jízdnímu kolu větší stabilita a tedy i určitá bezpečnost před pádem. Zejména v zemích s historicky rozvinutou dopravní cyklistikou jsou také běžné nákladní tříkolky obvykle pro převoz drobného zboží, případně rikšy pro převoz osob. Z hlediska české dopravní legislativy se šlapací tříkolky považují za jízdní kola.
Známým příkladem motorové tříkolky, tedy automobilu o třech kolech, je Velorex, nákladní motorová tříkolka byla například Tatra 49. V někdejším Československu byly v provozu i tříkolové nákladní verze skútrů.

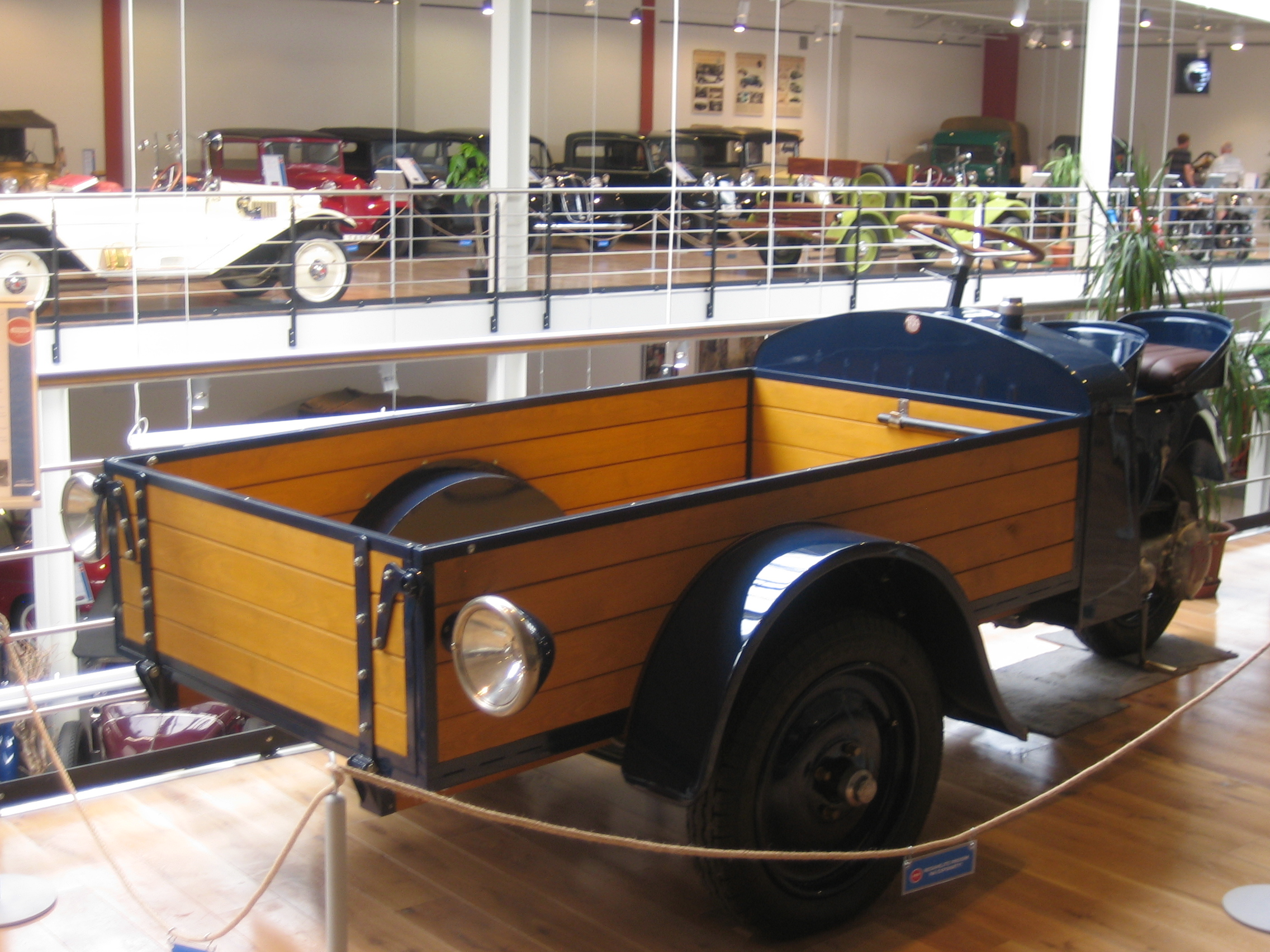
Příklad historické motorové tříkolky – Tatra 49 z období první republiky